# Jabkancová pouť
Jabkancová pouť – tradycyjny festyn ludowy, odbywający się każdego listopada w Czeskiej Trzebowej.
Główną atrakcją festynu są jabkance - charakterystyczne dla kuchni okolic Czeskiej Trzebowej placki ziemniaczane nadziewane twarogiem. Odbywają się wtedy ich degustacje i sprzedaż. Jabkance wytwarzane są przez lokalnych gospodarzy metodami domowymi. Sama degustacja rozpoczyna się wcześnie rano, od około godziny 7. Główny program artystyczny (np. występy kapel ludowych) mają miejsca od południa. Główną areną wydarzeń jest plac przed zabytkową chałupą U kostelíčka. Organizatorem obchodów jest lokalne Towarzystwo Świętej Katarzyny.